# Talinding Kunjang
Talinding Kunjang (Schreibvariante: Talinding und Tallinding) ist ein Ortsteil der Gemeinde Kanifing (englisch Kanifing Municipal) im westafrikanischen Staat Gambia.
Der Ortsteil liegt im Osten der Gemeinde und gehört zum Ort Serekunda. Bei der Volkszählung von 1993 wurde Talinding Kunjang als eigener Ort mit 19.773 Einwohnern gelistet.

## Geographie
Der Ortsteil Eboe Town liegt benachbart im Norden. Im Westen schließt sich der als Naturschutzgebiet geschützte Mangrovenwald Tanbi Wetland Complex an. Nach Süden grenzt Talinding Kunjang an Faji Kunda. Nach Westen liegt benachbart der Ortsteil Bundung Six Junction, hier stellt der Kombo Sillah Drive, der in südlicher Richtung verläuft, die Grenze dar.